# دیسکو (فیلم)
«دیسکو» (انگلیسی: Disco) فیلمی در ژانر کمدی است که در سال ۲۰۰۸ منتشر شد. از بازیگران آن می‌توان به فرانک دوبوسک، امانوئل بئار، ژرار دوپاردیو، و ایزابل نانتی اشاره کرد.